# Guglielmo Capparone
Guglielmo Capparone (... – Palermo, 1210 circa) è stato un condottiero tedesco che fu per breve tempo reggente di Sicilia ed ebbe un ruolo nella custodia del giovane re Federico II durante la minore età tra il 1202 e il 1206.

## Biografia
Guglielmo era venuto in Italia al seguito dell'imperatore Enrico VI (1194) ed era ancora presente in Sicilia nel 1197, probabilmente al servizio di Marcovaldo di Anweiler. 
Deceduto Marcovaldo nel 1202, Guglielmo si precipitò a Palermo e con l'appoggio dei Pisani riuscì a occupare il Palazzo reale e catturare il giovane Federico II: a partire dal dicembre 1202, fece emanare in nome del re dei diplomi intitolandosi "Guillelmus regis custos et magister capitaneus Sicilie", mentre papa Innocenzo III lo scomunicava.
In seguito a un accordo col pontefice, giurò di rispettare la tutela del papa per Federico II; il governo dell'isola passo al cardinale Gerardo Allucingoli, rappresentante del papa. La mancata intesa tra Guglielmo e il gran cancelliere Gualtiero di Palearia, però, costrinse il cardinale a ritirarsi a Messina. Nel periodo tra il 1202 e il 1206, in cui fu sotto la custodia di Guglielmo, Federico II visse probabilmente nel Palazzo reale: è probabile che il giovane re abbia ricevuto nel palazzo dei suoi avi una buona educazione e un'istruzione adatta al suo rango. La tesi secondo la quale Federico II si sarebbe aggirato per i vicoli e i mercati di Palermo, che gli avrebbero offerto molteplici stimoli in una sorta di autoformazione, è invece frutto della fantasia di autori moderni; ugualmente non è attendibile la notizia del Breve Chronicon de rebus Siculis, secondo la quale il giovane re avrebbe in questo periodo addirittura sofferto la fame, avrebbe vagato per le strade di Palermo ricevendo il sostentamento dai sudditi.
Tuttavia nel novembre 1206 il conte Dipoldo di Acerra costrinse Guglielmo a consegnargli il giovane re, affidato a Gualtiero di Palearia; Guglielmo, rimasto il capo del partito filoimperiale in Sicilia, sarebbe morto probabilmente poco dopo il 1208.